# Medium Mk III
Il Medium Mk III è stato un carro armato medio progettato alla fine degli anni venti dal Regno Unito sulla base del modello "A6 Sixteen tonns", risalente al 1926 e rimasto alla fase prototipica. Il Medium Mk III, ultimo sviluppo della linea dei carri armati medi iniziata dai britannici con il Medium Mk I, era armato con un cannone da 47 mm semiuatomatico e con tre mitragliatrici in torrette indipendenti; presentava inoltre una corazzatura più resistente dei suoi predecessori. Tuttavia la crisi economica generata dal crollo finanziario di Wall Street del 1929 rese il Mark III eccessivamente costoso: solo tre esemplari sperimentali furono prodotti e il mezzo fu utilizzato solo per addestrare gli equipaggi.

## Storia

### Sviluppo
Negli anni seguenti la loro entrata in servizio, i Medium Mk I e Mk II  cominciarono a dimostrare difetti meccanici e inefficienze del progetto oltre a una certa obsolescenza. Il War Office inviò dunque nel maggio 1926 un documento al centro del Royal Tank Corps per essere messo al corrente di quali innovazioni si volessero introdurre in un nuovo carro medio; il rapporto venne consegnato nel luglio con le seguenti specifiche:
- peso inferiore o uguale a 16 tonnellate (da cui il soprannome del progetto, Sixteen tonns);[3]
- armamento principale capace di distruggere un mezzo avversario da 1.000 iarde (914 metri);
- armamento secondario in due torrette indipendenti;
- corazzatura inferiore per affrontare agevolmente terreni rotti in salita;
- serbatoi esterni allo scafo;
- possibilità di trasporto in ferrovia;
- costruzione il più possibile semplificata.

Fu posto anche l'accento sull'impiego oculato dell'olio lubrificante, visto che il Medium Mk II ne consumava grandi quantità, sulle capacità di guado e su una visuale completa dell'esterno per l'equipaggio.
Per la costruzione del prototipo fu contattata la Vickers-Armstrong, che pronosticò un peso di 14 tonnellate e l'impiego di apparato motore da 120 hp. Il mezzo terminato alla fine dell'anno presentava il vano di combattimento anteriore e una torretta circolare dai fianchi inclinati alloggiata al centro dello scafo, oltretutto fornita di due cupole affiancate; due torrette ausiliarie si trovavano subito davanti a questa. L'armamento si basava su un cannone semiautomatico a fuoco rapido da 47 mm Ordnance QF 3 lb che equipaggiava la torre più grande, coadiuvato da una mitragliatrice Vickers da 7,7 mm; ciascuna torretta ausiliaria era stata dotata di due armi automatiche dello stesso tipo. Nel retro era stato sistemato il motore con la trasmissione, ma sorsero problemi perché il peso complessivo ammontava a 17,5 tonnellate, senza considerare che era stata programmata l'aggiunta di una terza torretta: fu dunque installato un più potente Armstrong-Siddeley con 8 cilindri a V erogante 180 hp. Il treno di rotolamento era rimasto più o meno invariato da quello dei predecessori, con carrelli ad accoppiare le ruote portanti. L'equipaggio era di sette uomini.
Dopo la consegna del primo A6, un secondo veicolo pilota fu completato entro il 1926 mentre un terzo esemplare venne fabbricato l'anno successivo: i tre carri (tutti in acciaio dolce) furono denominati rispettivamente A6E1, A6E2 e A6E3. Dati differenti sono invece forniti da un'altra fonte: nel marzo 1927 la Vickers finì un simulacro, poi affiancato da un secondo esemplare; entrambi vennero inviati allo Stabilimento Sperimentale per la Guerra Meccanizzata nel giugno 1928. Un mese più tardi un singolo A6 sostenne prove di sparo sul terreno di Lulworth ma raccolse pesanti critiche.
I primi due differivano solo per il motore, in quanto l'E2 era mosso da un Ricardo CI diesel sempre da 180 hp; in seguito venne comunque installato l'Armstrong-Siddeley di serie. Il carro E3 presentava invece un diverso disegno delle torrette secondarie, armate con una singola Vickers, e poggiava su sospensioni tipo Horstmann; inoltre durante alcuni collaudi condotti nel 1937 il motore venne temporaneamente sostituito con un Thorneycroft RY 12 da 500 hp. I prototipi non avevano tutti lo stesso peso: l'E2 infatti arrivava a 16 tonnellate e l'E3 a 16,25 tonnellate; è infine noto che almeno quest'ultimo disponesse di una trasmissione epiciclica Wilson che ne rendeva più agevole la guida.
Il progetto dell'A6 Sixteen riscosse un certo interesse tra le sfere militari britanniche ma le stagnanti condizioni economiche del paese, colpito dalla Grande depressione, incisero negativamente sui finanziamenti all'esercito che non poté permettersi di sostenere gli alti costi di produzione dell'A6: perciò ogni ulteriore progresso venne bloccato nel 1931 e i tre carri vennero impiegati per sperimentare tattiche di guerra corazzata fino al 1938, quando terminò il loro servizio attivo.

#### Il Medium Mk III
L'esigenza di schierare un carro armato medio moderno era comunque ancora sentita, perciò nel 1930 il War Office contattò la Vickers, che riprese in esame l'A6: fu mantenuta l'impostazione multitorretta e la quantità di armi dell'A6E3 ma s'intervenne nella torre principale, cui fu aggiunto un vano posteriore per accogliere a bordo una radio No. 9 telegrafica, mentre le torrette anteriori furono spostate un po' più in avanti, praticamente all'altezza dei parafanghi dei cingoli. La corazzatura spessa al massimo 14 mm era del tipo "cemented", una varietà più resistente. Altre modifiche riguardarono la cupola del capocarro, l'irrobustimento dei supporti per il cannone e l'installazione di nuovi freni, facendo diminuire il peso complessivo a 16 tonnellate; invariati rimasero invece l'apparato motore e le sospensioni.
Il Medium Mk III, denominazione del veicolo appena concepito, riusciva ad attraversare zone colpite da attacchi chimici senza danno alcuno per l'equipaggio: infatti un ventilatore elettrico aspirava l'aria dall'esterno, indirizzandola in un purificatore che la rilasciava dentro il carro a una pressione lievemente superiore.

### Produzione
La costruzione del nuovo mezzo fu demandata alla Vickers e alla ditta statale Royal Ordnance Factory con sede a Woolwich: in totale furono fabbricati tre soli prototipi, uno dalla prima azienda e i restanti dalla ROF. Infatti le perduranti difficoltà finanziarie dei primi anni trenta non permisero di costruire in serie un carro dispendioso come il Medium Mk III, il cui prezzo si aggirava sulle 16.000 sterline dell'epoca.

### Impiego
I primi due carri, denominati E1 ed E2, furono sottoposti a collaudi vari che ebbero termine solo nel 1933: i test balistici e i percorsi su strada furono superati con buon esito, mentre la marcia su terreni accidentati rimaneva scomoda e inaffidabile; inoltre i carrelli del treno di rotolamento subivano grandi sollecitazioni quando il carro sormontava ostacoli verticali. Durante le prove la vita operativa media dei cingoli, ottenuti mediante stampaggio, fu calcolata in 6.000 chilometri. Il terzo Mk III, designato E3, dette risultati migliori dovuti alla riprogettazione delle sospensioni. I tre esemplari furono assegnati nel 1934 al Quartier Generale della brigata carri. In seguito l'E2 fu perduto per un incendio scoppiato a bordo.
Messi da parte i due superstiti Medium Mk III, l'attenzione dell'esercito britannico si concentrò sul progetto successivo designato come Medium Mk IV, che si rivelò insoddisfacente. L'insuccesso di quest'ultimo carro e le modeste prestazioni del Medium Mk III convinsero l'esercito ad abbandonare il concetto di carro armato medio, al cui posto vennero sviluppati due altri tipi di mezzi: i blindati incrociatori e quelli da fanteria. Il Mk IV, profondamente rimaneggiato, si evolverà infatti nel più leggero Cruiser Mk I.